# Brandon Merrill
Brandon Merrill (* in Colorado, USA) ist eine erfolgreiche US-amerikanische Rodeoreiterin und mehrfache Siegerin in verschiedenen Disziplinen. Daneben ist sie als Model und als Schauspielerin tätig.

## Leben
Brandon Merrill ist 1,78 m groß und indigener Abstammung. Aufgewachsen ist sie auf einer Ranch in Wyoming.
Anfang der 2000er war sie Model bei DNA Model. Sie war in Anzeigen und Werbung für Ralph Lauren, Calvin Klein, Vogue und im Katalog von Abercrombie & Fitch zu sehen.
Ihr markantes Aussehen lässt sie aus der Menge der Models hervorstechen.
Einem breiten Publikum wurde sie durch ihre Rolle der indianischen Häuptlingstochter Falling Leaves in dem Film Shang-High Noon aus dem Jahr 2000 bekannt.